# Alessandro Alvisi
Alessandro Alvisi (n. 12 februarie 1887, Vicenza, Italia – d. 9 mai 1951, Napoli, Italia) a fost un sportiv ce a reprezentat Italia, medaliat olimpic. A participat la două ediții ale Jocurilor Olimpice (1920, 1924) în care a câștigat două medalii de bronz.